# NGC 4311
NGC 4311 is een niet-bestaand object in het sterrenbeeld Hoofdhaar. Het hemelobject werd op 19 april 1827 ontdekt door de Britse astronoom John Herschel.